# 舒亚

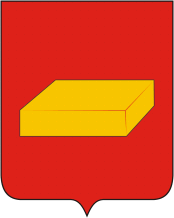
舒亚市徽

舒亚 （俄语：Шу́я）是俄罗斯伊万诺沃州的第三大城市，屬俄羅斯中央聯邦區，地處俄羅斯平原中部，北緯56° 51′，東經 41° 22′。2021年人口为56041人。舒亚建於1593年，該市擁有一所高等院校(伊萬諾沃國立大學舒伊斯克分校)及若幹所中等職業技術學校。